# Eumedonia
Eumedonia är ett släkte av fjärilar. Eumedonia ingår i familjen juvelvingar.

## Dottertaxa tillEumedonia, i alfabetisk ordning[1]
- Eumedonia aladaghensis
- Eumedonia albocincta
- Eumedonia albolinearis
- Eumedonia alpicola
- Eumedonia alticola
- Eumedonia antiqua
- Eumedonia arenicola
- Eumedonia bellinus
- Eumedonia bolivariensis
- Eumedonia borealis
- Eumedonia chiron
- Eumedonia cleon
- Eumedonia confluens
- Eumedonia dealbata
- Eumedonia eumedon
- Eumedonia exoculatus
- Eumedonia fylgia
- Eumedonia glaciata
- Eumedonia grisea
- Eumedonia meridionalis
- Eumedonia modestus
- Eumedonia montriensis
- Eumedonia mylitta
- Eumedonia nigrostriata
- Eumedonia nitschei
- Eumedonia osiris
- Eumedonia perversa
- Eumedonia pilzii
- Eumedonia plurimacula
- Eumedonia praticola
- Eumedonia privata
- Eumedonia sarykola
- Eumedonia speyeri
- Eumedonia stauderi
- Eumedonia subtusimpunctata
- Eumedonia subtusradiata
- Eumedonia sundalensis
- Eumedonia vittatus